# Christophe Cuvillier
Christophe Cuvillier (ur. 5 grudnia 1962 w Etterbeek) – francuski biznesmen i obecny dyrektor generalny europejskiej grupy nieruchomości Unibail-Rodamco-Westfield.

## Edukacja
Cuvillier studiował w szkole biznesu Esade w Barcelonie w Hiszpanii, a następnie na Uniwersytecie Kalifornijskim w Berkeley. Ukończył studia w HEC Paris, gdzie w 1984 roku uzyskał dyplom z zarządzania przedsiębiorstwem międzynarodowym.

## Kariera
Cullivier rozpoczął swoją karierę biznesową jako stażysta ds. sprzedaży w luksusowej marce kosmetyków Lancôme, będącej częścią L’Oréal, w 1986 r. W Lancôme piął się po szczeblach kariery, aż w 1992 r. został dyrektorem zarządzającym brytyjskiego oddziału firmy. , a następnie przeniósł się do Sydney jako dyrektor australijskiego oddziału dóbr luksusowych L'Oréal w 1993 roku.
W 1995 r. Cuvillier powrócił do Lancôme jako dyrektor generalny francuskiej działalności, a w 1998 r. został dyrektorem dywizji produktów luksusowych L'Oréal we Francji.
W 2000 roku Cuvillier opuścił L'Oréal i dołączył do grupy Kering (dawniej PPR) jako dyrektor ds. marketingu i operacji produktowych w Fnac, jednej z jej spółek zależnych.
W 2003 roku został mianowany dyrektorem ds. operacji międzynarodowych i rozwoju w firmie Fnac, a w 2005 roku został dyrektorem generalnym Conforama, kolejnej marki Kering. W 2008 roku został mianowany prezesem i dyrektorem generalnym Fnac, stanowisko to piastował do 2011 roku.
Cuvillier opuścił sektor luksusowy w 2011 roku i dołączył do grupy nieruchomości Unibail-Rodamco (Unibail-Rodamco-Westfield od 2018) jako dyrektor operacyjny i członek jej zarządu. W kwietniu 2013 r. zastąpił Guillaume Poitrinal na stanowisku prezesa i dyrektora generalnego firmy, które to stanowisko piastował od 2005 r.